# Лучники (Минская область)
Лу́чники (бел. Лучнікі) — г. агрогородок в Слуцком районе Минской области.

## История
В официальных исторических документах деревня Лучники впервые упоминается в «Инвентаре города и княжества Слуцкого и Копыльского в году 1566 написанном». Название происходит от слова «лучники». Первоначально село называлось Лучниковичи, но со временем название сократилось до Лучников.
В Инвентаре (описании) Иваньского двора 1693 года Лучники уже называются деревней. В этот период все жители Лучников являются людьми военно-служилыми и несут «выбранецкую службу» с оружием — мушкетами и саблями.
Школа в Лучниках берёт начало с 1868 года. Изначально это было Лучниковское штатное училище, в начале XX в. — народное училище, потом — семилетняя трудовая школа, восьмилетняя и в 2000 году — средняя.
В начале XX в. деревня состояла из 241 двора и 1426 жителей. На 1 января 1998 года — 659 дворов и 1705 жителей.
В Лучниках установлен памятник 200 землякам, которые погибли во время Великой Отечественной войны,
В Лучники ходит слуцкий городской автобус № 4.

## Инфраструктура
- Храм святителя Николая Чудотворца
- Лучниковская сельская библиотека-филиал № 7 сети публичных библиотек Слуцкого района Слуцкой РЦБС.
- Лучниковский центр культуры
- Магазин
- Детская музыкальная школа
- Средняя школа
- Отделение почтовой связи «